# Dirk Müller (ciclista)
Dirk Müller es un ciclista alemán nacido el 4 de agosto de 1973 en Bad Hersfeld. Es miembro del equipo Nutrixxion-Abus.

## Palmarés
| 1993 - 1 etapa de la Vuelta a Baviera 1996 - Tour de Sachsenring 1997 - 1 etapa de la Vuelta a Baviera - Tour de la Hainleite 1998 - 2 etapas de la Vuelta a Baviera - 1 etapa de la Vuelta a Sajonia 1999 - 3.º en el Campeonato de Alemania Contrarreloj | 2006 - Campeonato de Alemania de ciclismo en ruta 2008 - Cinturón a Mallorca, más 1 etapa - Gran Premio de Sochi, más 2 etapas - 1 etapa del Trofeo Joaquim Agostinho 2009 - Tour de Sachsenring 2010 - Pomorski Klasyk - Tour de China, más 2 etapas |